# Eskadronchef
Der Eskadronchef war in Deutschland ein Funktionstitel, der dem Rittmeister (oder einem Stabsoffizier)  zukam, sofern er eine Eskadron befehligte.
In Frankreich ist der Chef d’escadron in der Kavallerie, dem Train und  der Artillerie der unterste Chargentitel der  Stabsoffiziere. Er lautet bei den anderen Waffengattungen des Heeres  „Commandant“ und  entspricht dem deutschen Major.
- siehe →: Dienstgrade der französischen Streitkräfte